# Hirondelle à front blanc

Carte de répartition
Aire de nidification
Voie migratoire
Aire d'hivernage

Petrochelidon pyrrhonota
Espèce
Statut de conservation UICN

 LC  : Préoccupation mineure
L'Hirondelle à front blanc (Petrochelidon pyrrhonota) est une espèce de passereaux appartenant à la famille des Hirundinidae.